# الدوري الأردني 1947
الدوري الأردني 1947 كان الموسم الرابع من  الدوري الممتاز الأردني لكرة القدم. البطولة  فاز بها الأهلي.

## وصلات خارجية
- الاتحاد الأردني لكرة القدم